# Slay-Z
Slay-Z é a segunda mixtape da rapper americana Azealia Banks. Ela foi lançada independentemente como um download gratuito em 24 de março de 2016. O projeto de oito músicas apresenta colaborações com Rick Ross e Nina Sky; sua produção foi feita por vários músicos, incluindo Benga, Coki, An Expresso, e Kaytranada. Em 12 de julho de 2017, foi relançada pela gravadora de Banks, Chaos & Glory Recordings, para o iTunes Store e outras lojas de música online.

## Antecedentes
Após múltiplos conflitos com a gravadora Interscope Records, Banks lançou seu álbum de estreia Broke with Expensive Taste em novembro de 2014 através da Prospect Park. O gênero longplayer de longa duração recebeu críticas positivas dos críticos de música, e atingiu o pico no número 30 na Billboard 200. Em julho de 2015, a rapper anunciou sua saída da empresa acima mencionada; contudo, ela revelou no mês seguinte que seu contrato com a Prospect Park a proibiu de lançar novas músicas até março de 2016.
Banks idealizou originalmente Slay-Z como uma homenagem ao rapper americano Jay-Z. "Can't Do It Like Me" foi inicialmente composto com a cantora americana Rihanna em mente, mas foi lançado solo. O verso de Rick Ross em "Big Talk" foi originalmente destinado a um remix da canção de Banks "Ice Princess", no entanto, foi remontado para Slay-Z devido a complicações de rótulos.
Em 2 de março de 2016, Banks lançaram "Used to Being Alone" para o streaming.

## Lançamento e recepção
Antes do lançamento da mixtape, Banks desativou sua conta do Twitter por dezesseis dias. A rapper ativou-a em 24 de março para anunciar o lançamento de Slay-Z, que foi disponibilizado para download gratuito através da WeTransfer naquele dia. Ela explicou ainda que o lançamento tinha sido motivado pelo engenheiro do projeto vazando suas músicas.
Slay-Z recebeu críticas geralmente positivas dos críticos. No Metacritic, que atribui uma classificação normalizada de 100 às críticas das principais publicações, recebeu uma nota média de 75, com base em sete críticas. Britt Julious, da Pitchfork, disse que a mixtape não era tão boa quanto Broke with Expensive Taste, mas ainda assim "brilhava com a habilidade e personalidade dos bancos", com faixas que nem sempre eram consistentes, mas mesmo assim absorventes. Joe Levine, da revista NME, chamou-a de "explosão" e elogiou a capacidade de Banks de "saltar sem esforço entre gêneros". A crítica do New York Times Nate Chinen disse que "onde ninguém pode realmente superá-la está na convergência do hip-hop bruto e da música eletrônica de dança", como nas canções "Used to Being Alone", "The Big Beat", e "Queen of Clubs".
Em uma crítica menos entusiasmada, o escritor do HipHopDX Trent Clark disse que enquanto o talento de Banks era aparente em Slay-Z, "Along the Coast" e "Used to Be Alone" sofria de más escolhas musicais; ele descreveu a batida desta última faixa como "uma apreensão epilética de desarmonia techno". Robert Christgau deu à mixtape uma menção honrosa de duas estrelas em seu blog para o Vice, indicando um "esforço simpático que os consumidores sintonizados com sua estética primordial ou visão individual podem muito bem desfrutar". Ele citou "Along the Coast" e "The Big Big Beat" como destaques ao chamar Banks de "rapper seriamente fluente, seriamente escamoso como a diva da pista de dança que você ama mais do que suas batidas - ou, obviamente, seus tweets".
Em 12 de julho de 2017, a mixtape foi relançada comercialmente através da gravadora Banks, Chaos & Glory Recordings.

## Turnê
| Data                   | Cidade         | País           | Local                    |
| ---------------------- | -------------- | -------------- | ------------------------ |
| Parte 1                |                |                |                          |
| América do Norte       |                |                |                          |
| 10 de julho de 2016    | San Francisco  | Estados Unidos | Social Hall SF           |
| 11 de julho de 2016    | Los Angeles    | Estados Unidos | El Rey Theatre           |
| 17 de julho de 2016    | Philadelphia   | Estados Unidos | The Foundry Philadelphia |
| 18 de julho de 2016    | New York       | Estados Unidos | Highline Ballroom        |
| 19 de julho de 2016    | Washington     | Estados Unidos | Black Cat                |
| Parte 2                |                |                |                          |
| América do Norte       |                |                |                          |
| 23 de agosto de 2017   | New York       | Estados Unidos | Highline Ballroom        |
| 26 de agosto de 2017   | Los Angeles    | Estados Unidos | Fonda Theatre            |
| Europa                 |                |                |                          |
| 15 de setembro de 2017 | Istanbul       | Turquia        | Garaj                    |
| 20 de setembro de 2017 | Kiev           | Ucrânia        | Sentrum                  |
| 21 de setembro de 2017 | Gdańsk         | Polónia        | B90 Club                 |
| 22 de setembro de 2017 | Bucharest      | Roménia        | Control Club             |
| 24 de setembro de 2017 | Helsingfors    | Finlândia      | The Circus               |
| Parte 3                |                |                |                          |
| América do Norte       |                |                |                          |
| 23 de março de 2018    | Miami          | Estados Unidos | Bayfront Park            |
| 22 de junho de 2018    | New York       | Estados Unidos | Sony Hall                |
| 30 de agosto de 2018   | New York       | Estados Unidos | Melrose Ballroom         |
| 11 de setembro de 2018 | Santa Ana      | Estados Unidos | The Observatory          |
| 12 de setembro de 2018 | San Diego      | Estados Unidos | Music Box                |
| 13 de setembro de 2018 | Los Angeles    | Estados Unidos | Fonda Theatre            |
| 14 de setembro de 2018 | San Francisco  | Estados Unidos | The Regency Ballroom     |
| 20 de outubro de 2018  | Washington     | Estados Unidos | Howard Theatre           |
| América do Sul         |                |                |                          |
| 10 de novembro de 2018 | Rio de Janeiro | Brasil         | Sacadura 154             |
| 11 de novembro de 2018 | Curitiba       | Brasil         | Ópera Concept Hall       |
| 15 de novembro de 2018 | Recife         | Brasil         | Caxangá Golf Club        |
| 16 de novembro de 2018 | São Paulo      | Brasil         | Tropical Butantã         |
| Europa                 |                |                |                          |
| 22 de janeiro de 2019  | Dublin         | Irlanda        | The Academy              |
| 24 de janeiro de 2019  | Manchester     | Reino Unido    | O2 Ritz Manchester       |
| 25 de janeiro de 2019  | London         | Reino Unido    | KOKO                     |
| 27 de janeiro de 2019  | London         | Reino Unido    | Electric Brixton         |

### Showscancelados
| Data                   | Cidade           | País             | Local             |
| América do Norte       | América do Norte | América do Norte | América do Norte  |
| ---------------------- | ---------------- | ---------------- | ----------------- |
| 8 de julho de 2016     | Portland         | Estados Unidos   | Hawthorne Theatre |
| Europa                 |                  |                  |                   |
| 18 de setembro de 2017 | Ibiza            | Espanha          | Ushuaïa Ibiza     |
| 23 de setembro de 2017 | Madrid           | Espanha          | Ochoymedio Club   |
| América do Sul         |                  |                  |                   |
| 14 de novembro de 2018 | Fortaleza        | Brasil           | Marina Park       |
| 17 de novembro de 2018 | Buenos Aires     | Argentina        | Estadio Obras     |

## Lista de faixas
| Slay-Z – Versão standard |                       |                                        |         |  |
| N.º                      | Título                | Compositor(es)                         | Duração |  |
| 1.                       | "Riot"                | Azealia Banks Nina Sky Leah Hayes Slim | 3:38    |  |
| 2.                       | "Skylar Diggins"      | Banks Slim Telli                       | 3:17    |  |
| 3.                       | "Big Talk"            | Banks Rick Ross Vyle DJ Yamez          | 2:44    |  |
| 4.                       | "Can't Do It like Me" | Banks Jonathan Harris Benga Coki       | 2:44    |  |
| 5.                       | "The Big Big Beat"    | Benga Coki                             | 2:45    |  |
| 6.                       | "Used to Being Alone" | Banks Fuller Tony Igy                  | 2:39    |  |
| 7.                       | "Queen of Clubs"      | Banks Jamie Iovine Slim                | 4:29    |  |
| 8.                       | "Along the Coast"     | Banks Fuller Kaytranada                | 3:12    |  |

| Slay-Z – Versão standard |         |                |         |  |
| N.º                      | Título  | Compositor(es) | Duração |  |
| 9.                       | "Crown" | Banks Lunice   | 3:44    |  |

### Créditos de sample
- "Can't Do It Like Me" contém elementos de "Noite", de Benga e Coki.
- "Used to Being Alone" contém elementos de "Astronomia", de Tony Igy.

## Histórico de lançamento
| País         | Data                | Formato          | Gravadora                |
| ------------ | ------------------- | ---------------- | ------------------------ |
| Mundialmente | 24 de março de 2016 | Streaming        | Independentemente        |
| Mundialmente | 12 de julho de 2017 | Download digital | Chaos & Glory Recordings |